# Petersonia sanctae-crucis
Petersonia sanctae-crucis är en svampart som först beskrevs av Espinosa, och fick sitt nu gällande namn av Cummins & Y. Hirats. 2003. Petersonia sanctae-crucis ingår i släktet Petersonia och familjen Mikronegeriaceae.   Inga underarter finns listade i Catalogue of Life.